# Malla (Bolivia)
Malla es una localidad y municipio de Bolivia, ubicado en la provincia de Loayza al sur del departamento de La Paz. El municipio tiene una superficie de 378 km² y cuenta con una población de 5.180 habitantes (según el Censo INE 2012). La localidad se encuentra a 229 km en carretera de la ciudad de La Paz, sede de gobierno del país.
Fue creado Ley 461 del 24 de enero de 1969, durante el gobierno de René Barrientos.

## Geografía
Posee un relieve montañoso con poca presencia de planicies. Su clima es templado, con una temperatura promedio anual de 17 °C, y presencia de lluvias de diciembre a marzo. Los ríos más importantes son el Malla, el Quellpajahuira y el Jachapampa.
Se encuentra ubicado en la parte oriental de la provincia Loayza en el sureste del departamento de La Paz. Limita al noroeste con el municipio de Caroma, al este con la provincia de Inquisivi, al sur con el municipio de Yaco, y al oeste con el municipio de Luribay.

## Demografía
De acuerdo con el censo boliviano de 2024, la población del municipio de Malla es de 4 866 habitantes.
La población del municipio de Malla aumentó más del doble entre 1992 y 2024:
| Año  | Habitantes (municipio) | Fuente |
| ---- | ---------------------- | ------ |
| 1992 | 2 274                  | Censo  |
| 2001 | 3 733                  | Censo  |
| 2012 | 5 121                  | Censo  |
| 2024 | 4 866                  | Censo  |

## Economía
La actividad económica más importante de su población es la agricultura, que tiene como principales cultivos papa y cebada y en menor proporción haba, arveja, maíz, papalisa y oca, productos que son destinados al consumo doméstico o comercializados en la ciudad de La Paz. La ganadería consiste principalmente en la cría de ovinos, bovinos y en menor escala camélidos que son comercializados también en La Paz.
En cuanto al turismo, los atractivos más relevantes son: el Valle Altiplánico de Malla, la Laguna Huallatani y la Laguna Laramcota, y los sitios arqueológicos de Mallachuma y Larancota.